# Pałac Sroczyńskich w Jaśle
Pałac Sroczyńskich – eklektyczny zabytkowy pałac znajdujący się w Jaśle.
Dwór obronny został wzniesiony w pierwszej połowie XVII w.; obecną formę pałacu nadała mu przebudowa zlecona przez Tadeusza Sroczyńskiego na przełomie XIX i XX w., według projektu Tadeusza Stryjeńskiego. Budynek doznał zniszczeń podczas I wojny światowej. Wnętrz nigdy już nie odtworzono.
W czasie II wojny światowej w budowli znajdowały się kwatery żołnierzy niemieckich i siedziba żandarmerii polowej. Po zakończeniu konfliktu komunistyczne władze przeznaczyły ją na siedzibę NKWD, a później UB. Na krótko mieścił się tu oddział szpitala, a po wybudowaniu dla placówki nowego obiektu w budynku zlokalizowano Zespół Szkół Medycznych (na przestrzeni lat funkcjonujący pod różnymi nazwami, obecnie noszący nazwę Medyczno-Społeczne Centrum Kształcenia Zawodowego i Ustawicznego w Jaśle).

## Lokalizacja
Zespół parkowo-pałacowy znajduje się w północno-wschodniej części Jasła, w „dzielnicy” Gorajowice, przy ul. Lwowskiej (odcinek drogi krajowej nr 73), od której w stronę pałacu wybiega boczna droga.
Pałac usytuowany jest na niewielkim wzniesieniu, fasadą jest zwrócony na wschód. Tuż obok zlokalizowane są zabudowania szpitala miejskiego.

## Historia

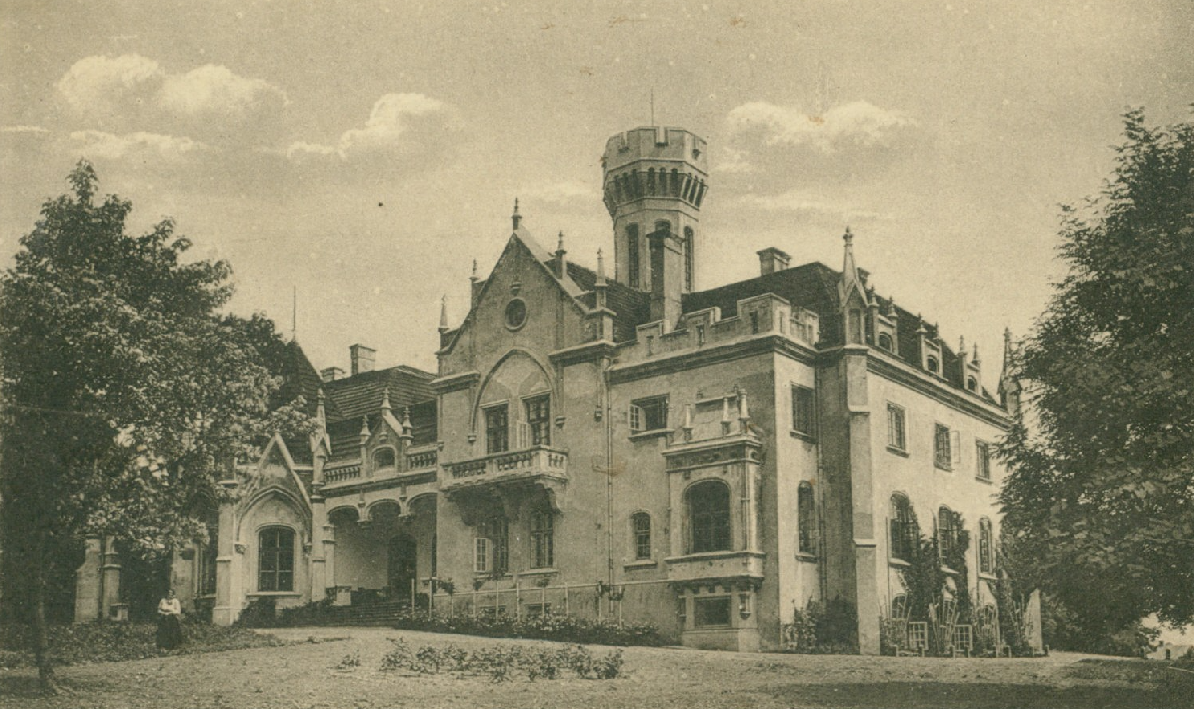
Fasada na pocztówce z okresu międzywojennego

Z. Świstak uznaje kartę podatkową ze Spisu Dóbr Koronnych z 1629 r. za źródło po raz pierwszy wzmiankujące założenie dworskie, które można wiązać z dzisiejszym pałacem. Zgodnie z dokumentem jego twórcą był ówczesny starosta jasielski: „Budowanie nowe przy Goraiowicach. Teraźniejszy Jemć Pan Starosta pubudował nowe budowanie na kształt zameczku. Naprzód wchodząc do bramy iest most y w zwód, na wierzchu baszta, pod nią Izba i Ganki wokoło. Przez podwórze przeszedwszy iest budowanie, w którym Izb cztery wielkich, y komnat dwie w tych izbach okna. Ławy porządnie pobudowane. To budowanie wokoło wałami okopane. Baszty tedy y Parkany nowe”. W Gorajowicach powstał więc ok. 1629 r. dwór obronny – stanowił on siedzibę kolejnych starostów i ich poddzierżawców.

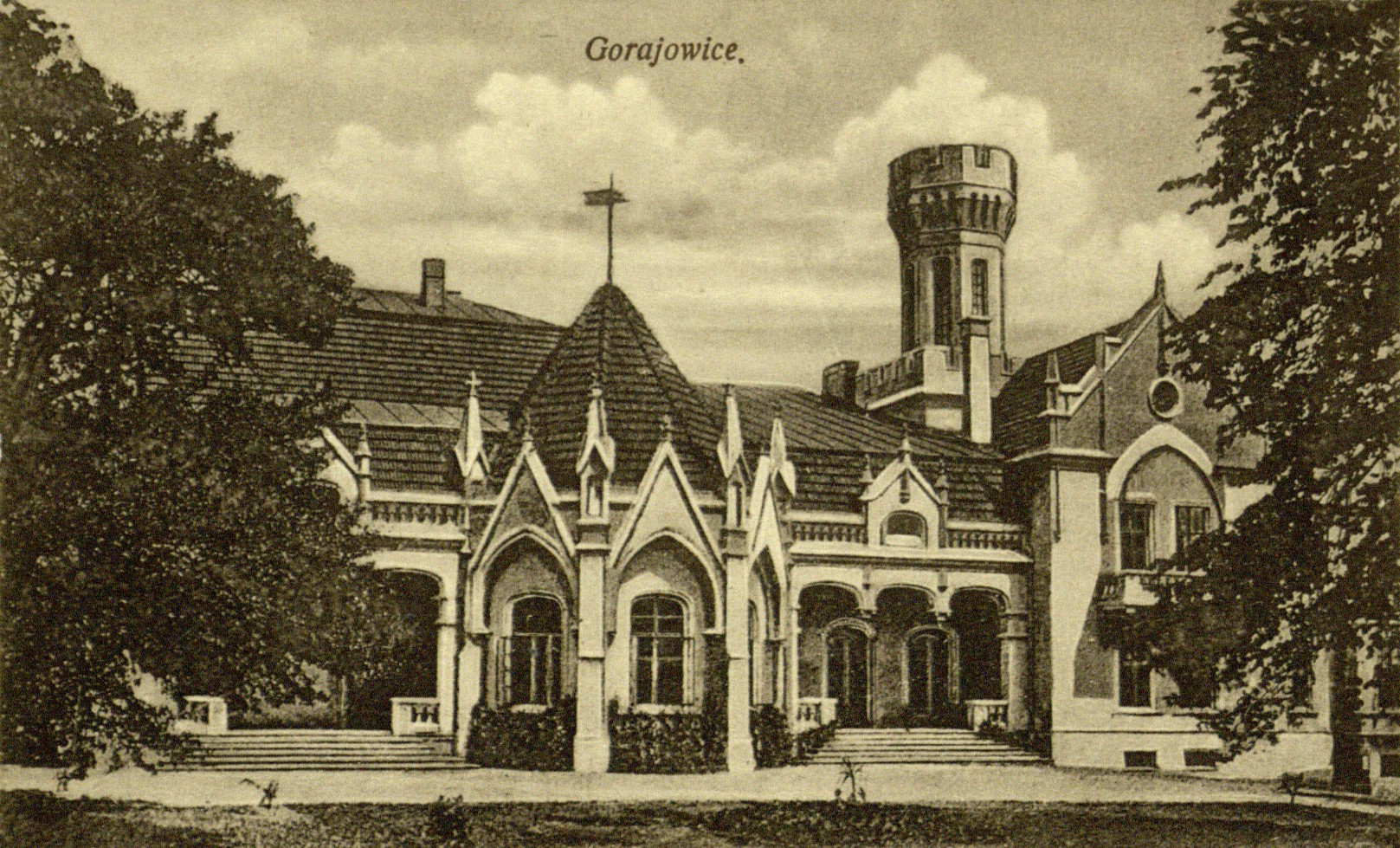
Elewacja tylna na pocztówce z 1915 r.

W 1772 r., Gorajowice (będące znów samodzielną miejscowością) zostały, jako dawna królewszczyzna, sprzedane przez rząd austriacki. W 1797 r. – jako związany z Gorajowicami – był wzmiankowany dr Andrzej Puzyna. W 1815 r. dobra znajdowały się w posiadaniu Piegłowskiego, a następnie ponownie trafiły w ręce Puzynów, Andrzeja i jego małżonki, Izabeli z Pietrówskich – wiadomo, że byli oni właścicielami dóbr w 1821 i 1829 r. Następnie przeszły one w posiadanie ich dzieci: Kazimierza, Marcelego, Romualda i Włodzimierza.
Nie wiadomo, kiedy dokładnie dobra zakupił Franciszek Trzecieski. W 1847 r. zorganizował on w pałacu spotkanie ziemian w sprawie uwłaszczenia chłopów. Podczas rabacji galicyjskiej umieszczono i przetrzymywano tu Wincentego Pola, którego podejrzewano o przygotowywanie powstania przeciw władzom austriackim. W 1860 r. właścicielką Gorajowic była Franciszka, córka Trzecieskiego, żona Marcelego Łętowskiego. Pałac stanowił jedno z wcześniej wyznaczonych miejsc, w którym zbierali się powstańcy styczniowi przed wyruszeniem na ziemie zaboru rosyjskiego. W 1868 r. dobra gorajowickie zakupił Paweł Rieger. Z fotografii wykonanej przed 1896 r. wynika, że korpus już wówczas był dwukondygnacyjny, kryty dachem dwuspadowym, natomiast fragment elewacji zachodniej był parterowy.
Około 1896 r. Gorajowice nabył Tadeusz Sroczyński herbu Nowina, który zlecił przebudowę pałacu Tadeuszowi Stryjeńskiemu. Nie uległ zmianie rzut poziomy, natomiast przerobiono wnętrze i przearanżowano park na tzw. ogród angielski, a przed pałacem utworzono niewielki gazon. Zmieniono także wystrój elewacji, które otrzymały wygląd zbliżony do obecnego. Najbardziej reprezentatywną część budowli stanowił hol oraz amfilada pokoi od strony parku, w skład której wchodziły: pokój „karciany”, narożny od południowego wschodu, z piecem kaflowym o kształcie wieży, jadalnia z zejściem do piwniczki, „czerwony salon” z mahoniowymi meblami, „biały salon”, urządzony w stylu Ludwika XIV oraz „bawialnia” z wyjściem na taras. Część mebli sprowadzono z Wiednia, Krakowa i Lwowa, reszta pochodziła z pracowni w Kolbuszowej. Autorami sztukaterii byli prawdopodobnie Z. Hendel i Franciszek Mączyński. Sztukateria zdobiąca sufity na obrzeżach zawierała na przemian litery T i S – inicjały Tadeusza Sroczyńskiego.

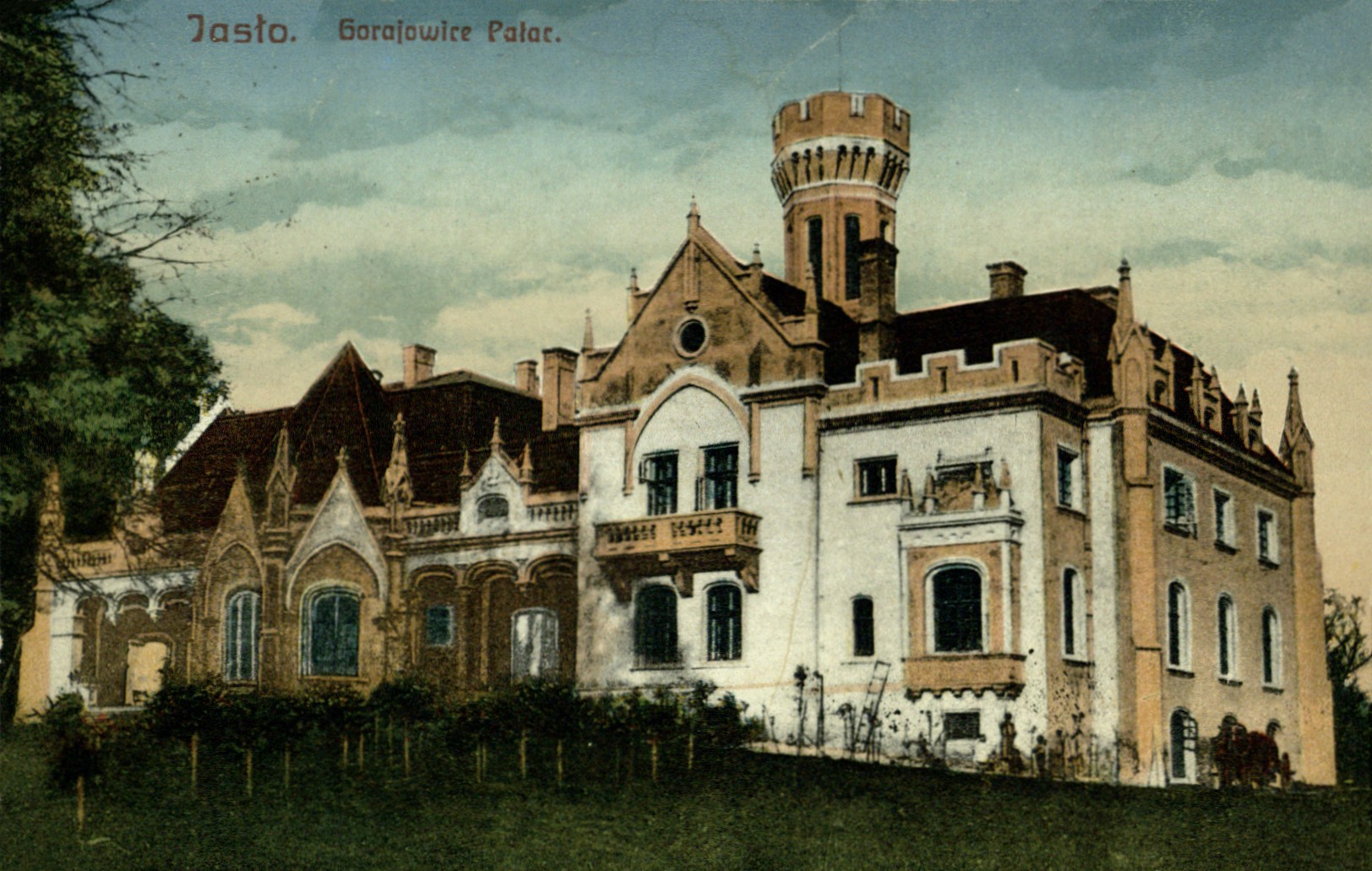
Kolorowa pocztówka przedstawiająca tylną elewację pałacu – XX w.

W budowli wychował się mjr Henryk Dobrzański ps. „Hubal”, syn chrzestny Sroczyńskiego, urodzony w 1897 r.
Pałac ucierpiał podczas I wojny światowej w czasie działań wojennych prowadzonych w ramach bitwy pod Gorlicami – w 1915 r. cały kompleks pałacowo-parkowy został zniszczony przez wojska rosyjskie, a antyczne meble porąbano na opał, po czym pozostał ślad w postaci popękanych płytek ceramicznych na tarasie. Wnętrza nigdy już w pełni nie odtworzono.
W okresie międzywojennym w ogrodzie założono mleczarnię, hodowlę owiec rasy karakuł (którą zlikwidowano po epidemii) i hodowlę koni angloarabskich dla wojska. Budynek pałacu nie był jeszcze wówczas podłączony do instalacji elektrycznej ani instalacji wodociągowej – wnętrze oświetlały lampy naftowe, a wodę dowożono beczkowozami z folwarku.
W czasie II wojny światowej większa część pałacu wraz ze stajniami została zajęta przez Niemców i przeznaczona na kwatery dla żołnierzy. Przez pewien okres budynek pełnił także funkcję siedziby żandarmerii polowej. Mimo to, żona zmarłego w 1942 r. Tadeusza Sroczyńskiego, Izabella, dalej prowadziła gospodarstwo i przyjmowała tu osoby wysiedlone z Wielkopolski lub zbiegłe ze Lwowa. W 1944 r. wojska niemieckie zajęły resztę pałacu, a Izabella przeniosła się do wynajętego w Jaśle mieszkania. Jej rodzina nigdy już nie powróciła do Gorajowic.
Pałac przetrwał niemiecką akcję zniszczenia Jasła i nie doznał zniszczeń podczas ofensywy radzieckiej w styczniu 1945 r. Został upaństwowiony przez komunistyczne władze – był użytkowany przez starostwo (znalazła się tu siedziba NKWD, a następnie UB) i szpital (od lat 50. XX w.). Jego wnętrze przebudowano – m.in. zamurowano otwory drzwiowe łączące poszczególne pomieszczenia reprezentacyjnej amfilady, zabielono ściany, pomalowano dębową stolarkę w holu, a z pokojów zniknęły piece kaflowe, obecnie znajdujące się w holu. Zlikwidowano gospodarstwo, budynki gospodarcze przeznaczono na magazyny.
Na terenie parku zbudowano szpital miejski dla Jasła, a od 1966 lub 1967 r. w budynku mieści się placówka oświatowa, która na przestrzeni lat funkcjonowała pod nazwami: Państwowa Szkoła Medyczna Pielęgniarstwa, Liceum Medyczne Pielęgniarstwa, Zespół Szkół Medycznych im. prof. Rudolfa Weigla. Obecnie szkoła nosi nazwę Medyczno-Społeczne Centrum Kształcenia Zawodowego i Ustawicznego w Jaśle.

## Architektura

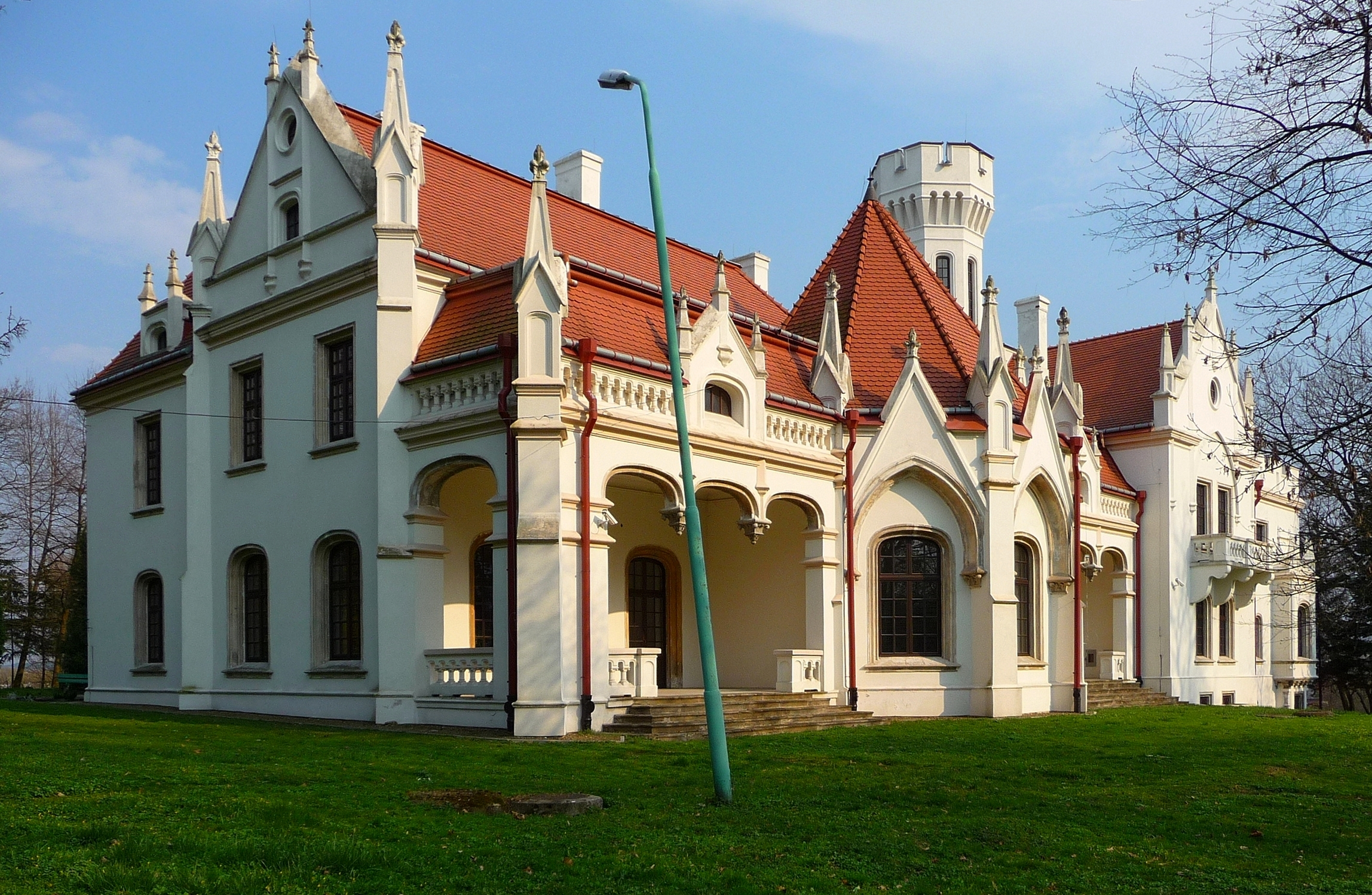
Widok na elewację zachodnią

Pałac jest przykładem budowli eklektycznej o przewadze elementów neogotyckich – Świstak w swoim opracowaniu nazywa ten styl „gotykiem angielskim”. Obiekt został wzniesiony z cegły ceramicznej na rzucie prostokąta, który urozmaicony jest ryzalitami. Układ przestrzenny wnętrza jest bardzo zróżnicowany. Mury obustronnie otynkowano. Cechą charakterystyczną budynku są dwie wieże zwieńczone hurdycjami z krenelażem.
Wnętrze jest ogólnie rozplanowane w układzie dwutraktowym, z holem obejmującym dwie kondygnacje. Pomieszczenia mają różne kształty i są różnej wielkości; znajdują się nad nimi płaskie, drewniane stropy. Posadzki są wyłożone płytami z łomu marmurowego, dekorowanymi płytkami cementowymi oraz drewnianymi klepkami ułożonymi „w jodełkę”.
Elewacje są bogato zdobione. Otwory okienne i drzwiowe są prostokątne lub zamknięte spłaszczonym łukiem eliptycznym, ujęte we wklęsłe obramienia. Mury zostały wsparte skarpami, które zwieńczono pinaklami. W celu urozmaicenia elewacji zastosowano detale architektoniczne: gzymsy, podparte głowicami wimpergi wychodzące ponad koronę muru oraz pilastry.
Fasada (elewacja wschodnia) z pięcioosiowym ryzalitem z trzyosiową loggią. Do trzyosiowego ryzalitu bocznego przylega drugi, mniejszy, jednoosiowy, z wejściem od piwnic. Od strony południowej przed lico fasady wysunięta jest wieża. Elewację zamyka część dwuosiowa.
Tylna elewacja z ryzalitem trójbocznym, po obu stronach którego umieszczono analogicznie trzyosiowe loggie. Od strony południowej znajduje się dwuosiowy ryzalit pozorny, a w ostatniej dwuosiowej części umieszczono wykusz. Elewacja południowa jest trzyosiowa, a elewacja południowa – czteroosiowa.
Pod obiektem znajdują się piwnice, o grubych murach zbudowanych z kamienia łamanego. Pochodzą one prawdopodobnie z XVII w., na co wskazują materiał budowlany, grubość murów oraz sklepienia – ich rodzaj i kształt: komory są sklepione kolebkowo, żaglaście i krzyżowo.
Korpus budowli i wyższe partie przykryto dachem dwuspadowym z lukarnami. Dachy przykrywające część parterową mają zróżnicowany kształt – część obiektu przykryto dachem mansardowym, namiotowym, pulpitowym oraz pogrążonym. Dachy są kryte dachówką ceramiczną, karpiówką i holenderką, z gąsiorami na narożach. Więźbę dachową, o mieszanej konstrukcji stolcowej i kleszczowej, wykonano z drewna bez użycia gwoździ.